# Olmeneta
Olmeneta é uma comuna italiana da região da Lombardia, província de Cremona, com cerca de 931 habitantes. Estende-se por uma área de 9 km², tendo uma densidade populacional de 103 hab/km². Faz fronteira com Casalbuttano ed Uniti, Castelverde, Corte de' Cortesi con Cignone, Pozzaglio ed Uniti, Robecco d'Oglio.

## Demografia
| Variação demográfica do município entre 1861 e 2011                               |
|                                                                                   |
| Fonte: Istituto Nazionale di Statistica (ISTAT) - Elaboração gráfica da Wikipedia |